# Nyssia atlantica
Nyssia atlantica là một loài bướm đêm trong họ Geometridae.